# Keswick (Virginie)
Pour les articles homonymes, voir Keswick.
Keswick est une census-designated place située dans le comté d'Albemarle, dans l’État de Virginie, aux États-Unis. Lors du recensement de 2020, elle comptait 321 habitants.